# 땅꾼자리 51
땅꾼자리 51(51 Oph)은 땅꾼자리 방향으로 지구로부터 약 410 광년 떨어져 있는 항성이다. 이 항성계는 행성이 태어나는 막바지 단계에 접어든 보기 드문 예시이다. 이 별의 분광형은 확실하지 않다. 명목상 분광형은 B9.5IIIe로 방출선이 관측되는 B형 거성이다. 그러나 A0 II-IIIe 및 허빅 Ae-Be 별로 분류하기도 한다.

## 먼지 및 가스 원반
뱀주인자리 51 주변에는 가스와 먼지로 이루어진 파편 원반 구조가 있으며 이 구조는 젊으며 행성계가 태어나는 마지막 단계에 이른 것으로 보인다. 원반은 어머니 항성의 분광형, 가스와 먼지로 이루어져 있으면서 경계면이 날카로운 먼지 원반, 혜성 무리가 항성을 향해 떨어지면서 청색 편이 흡수선을 발생시키는 등 화가자리 베타와 여러 면에서 닮았다.
뱀주인자리 51은 화가자리 베타보다 지구에서 훨씬 멀리 떨어져 있기 때문에 우리 눈에 보이는 별주위 원반 크기도 화가자리 베타보다 작게 보인다. 따라서 뱀주인자리 51의 먼지 원반을 별로부터 분리하여 식별하기 위해서는 가시광선 파장으로 사진을 찍어 관측한 화가자리 베타와는 달리 간섭계가 필요하다. 최근 W. M. 켁 천문대의 켁 간섭계 무효화 장치(Keck Interferometer Nuller)로 이 별을 관측한 결과 별주위 원반은 크게 두 부분으로 나눠져 있었다. 항성 근처에는 거친 입자로 이루어진 거대한 구름모양 구조(황도광과 비슷함)가, 그 바깥쪽부터 약 1,000 천문단위까지 훨씬 거대하고 좀 더 고운 규소 입자로 이루어진 원반구조가 펼쳐져 있었다. 안쪽 원반은 대략 태양~지구 거리 네 배 정도에 형성되어 있으며 그 밀도는 우리 태양계 황도광의 약 10만 배에 이른다.